# Donald I di Scozia
Domnall Mac Ailpín, in inglese Donald MacAlpin, meglio conosciuto come re Donald I di Scozia (812 – Perthshire, 13 aprile 862), è stato il secondo re di Scozia, in carica dall'858 all'862.

## Biografia

### Regno

#### Origini
Era il fratello minore di re Kenneth I di Scozia e figlio del re locale Alpin II di Dalriada. Successe al fratello come re di Scozia alla morte di lui nell'858 (lo storico Giovanni di Fordun lo retrodata all'854, ma la prima data è quella generalmente accettata).

#### Attività da re
Era un re guerriero, e per tutti gli anni del suo dominio cercò di completare l'unificazione della Scozia combattendo le ultime resistenze dei Pitti, ma anche un abile diplomatico che cercò di mantenere la pace con i vicini Anglosassoni. Fu anche legislatore e concepì un codice di leggi, il Laws of Aedh, rielaborando antiche norme già stabilite dal suo antenato Áed Find (che diede loro il nome). Il codice comprendeva una regolamentazione della successione al trono tramite la tanistry, ovvero l'elezione dell'erede al trono del sovrano corrente da parte della sua famiglia (spesso scegliendo parenti collaterali come fratelli o cugini e non discendenti diretti).

### Morte e successione
Morì dopo quattro anni di regno, e il suo successore divenne il nipote Costantino I di Scozia, figlio del fratello Kenneth I, in accordo con i dettami della tanistry. Le circostanze della sua morte sono poco chiare, e non si sa se perse la vita in battaglia presso Scone, nel Perthshire, o se morì nel suo palazzo di Kinn Belachoir.
Fu sepolto a Iona, luogo di riposo ancestrale dei re scozzesi. Non risultano né mogli né figli di Donald.

## Ascendenza
|                        |   |   | Genitori |  |  | Nonni |  |  | Bisnonni             |  |  | Trisnonni               |  |
|                        |   |   |          |  |  |       |  |  | Áed Find di Dalriada |  |  | Eochaid III di Dalriada |  |
|                        |   |   |          |  |  |       |  |  | Áed Find di Dalriada |  |  | Eochaid III di Dalriada |  |
|                        |   | … |          |  |  |       |  |  | Áed Find di Dalriada |  |  |                         |  |
| Eochaid IV di Dalriada |   |   |          |  |  |       |  |  | Áed Find di Dalriada |  |  |                         |  |
|                        |   | … | …        |  |  |       |  |  |                      |  |  |                         |  |
|                        |   | … | …        |  |  |       |  |  |                      |  |  |                         |  |
|                        |   | … | …        |  |  |       |  |  |                      |  |  |                         |  |
| Alpin II di Dalriada   |   | … |          |  |  |       |  |  |                      |  |  |                         |  |
|                        |   | … | …        |  |  |       |  |  |                      |  |  |                         |  |
|                        |   | … | …        |  |  |       |  |  |                      |  |  |                         |  |
|                        |   | … | …        |  |  |       |  |  |                      |  |  |                         |  |
| …                      |   | … |          |  |  |       |  |  |                      |  |  |                         |  |
|                        |   | … | …        |  |  |       |  |  |                      |  |  |                         |  |
|                        |   | … | …        |  |  |       |  |  |                      |  |  |                         |  |
|                        |   | … | …        |  |  |       |  |  |                      |  |  |                         |  |
| Donald I di Scozia     |   | … |          |  |  |       |  |  |                      |  |  |                         |  |
|                        | … | … |          |  |  |       |  |  |                      |  |  |                         |  |
|                        | … | … |          |  |  |       |  |  |                      |  |  |                         |  |
|                        | … | … |          |  |  |       |  |  |                      |  |  |                         |  |
| …                      | … |   |          |  |  |       |  |  |                      |  |  |                         |  |
|                        |   | … | …        |  |  |       |  |  |                      |  |  |                         |  |
|                        |   | … | …        |  |  |       |  |  |                      |  |  |                         |  |
|                        |   | … | …        |  |  |       |  |  |                      |  |  |                         |  |
| …                      |   | … |          |  |  |       |  |  |                      |  |  |                         |  |
|                        |   | … | …        |  |  |       |  |  |                      |  |  |                         |  |
|                        |   | … | …        |  |  |       |  |  |                      |  |  |                         |  |
|                        |   | … | …        |  |  |       |  |  |                      |  |  |                         |  |
| …                      |   | … |          |  |  |       |  |  |                      |  |  |                         |  |
|                        |   | … | …        |  |  |       |  |  |                      |  |  |                         |  |
|                        |   | … | …        |  |  |       |  |  |                      |  |  |                         |  |
|                        |   | … | …        |  |  |       |  |  |                      |  |  |                         |  |
|                        |   | … |          |  |  |       |  |  |                      |  |  |                         |  |